# FURPS
FURPS — классификация требований к программным системам.
Образована от первых букв слов:
- Functionality — Функциональные требования: свойства, возможности, безопасность. Являются основными, по этим требованиям строятся диаграммы вариантов использования (Use case diagram).
- Usability — Требования к удобству использования (UX): человеческий фактор, эстетика, последовательность, документация.
- Reliability — Требования к надежности: частота возможных сбоев, отказоустойчивость, восстанавливаемость, предсказуемость устойчивости.
- Performance — Требования к производительности: время отклика, использование ресурсов, эффективность, мощность, масштабируемость.
- Supportability — Требования к поддержке: возможность поддержки, ремонтопригодность, гибкость, модифицируемость, модульность, расширяемость, возможность локализации.

Требования были разработаны и представлены Hewlett-Packard. В настоящее время используется аббревиатура FURPS+.
Символ "+" означает дополнительные факторы, добавленные HP для расширения понятия и выделения второстепенных, но важных атрибутов: интерфейс, операции, юридические вопросы и т.п.
Некоторые из этих требований называются атрибутами качества (usability, reliability, performance, supportability).